# Store bededag
Store bededag eller stora bönedagen (färöiska: dýri biðidagur, grönländska: tussiarfissuaq, isländska: kóngsbænadagur  eller stórbeðudagur, norska: bots- og bededag), var i Danmark, och i områden som tillhört Danmark, en officiell helgdag, ursprungligen den fjärde fredagen efter påsk. Helgdagen är numera avskaffad, utom i Grönland och i Färöarna.
Helgdagen blev införd av Hans Bagger, biskop av Själland 1675-1693. Under sina två första ämbetsår införde han tre faste- och helgdagar i sitt stift. Den ena blev i en kunglig förordning, daterad 1686, lagstadgad som en "extraordinär, allmän helgdag" för hela dansk-norska riket. Under Struensees reformer blev en rad helgdagar avskaffade 1770, men inte bönedagen. I Danmark hålls i Folkekirken gudstjänst, men för övrigt uppfattas bönedagen föga religiöst av de flesta.
Det är tradition att under store bededag äta varme hveder, vetebullar med siktat rågmjöl eller kardemumma. Det förklaras ofta med att bagarna förr måste hålla stängt på dagen, så man uppfann ett halvbakat bakverk som folk själv kunde värma. En annan tradition i Köpenhamn var att promenera (gärna aftontur) på Köpenhamns vallar, där allt folk kunde träffa varandra.

## Avskaffandet av Store bededag
Flera av de länder som tidigare har haft Store bededag som helgdag har avskaffat den.
- I Island avskaffades helgdagen år 1893.
- I Norge flyttades helgdagen år 1950 så att den alltid infaller en söndag (söndagen före allhelgona söndag), vilket i praktiken innebar att dagen förlorade status som helgdag. Bots- og bededagen finns kvar som kyrklig märkesdag.
- I Danmark avskaffades store bededag som helgdag från och med år 2024.[2] Store bededag den 5 maj 2023 var därför den sista i Danmark.